# 丁蛎
，是莺蛤目丁蛎科丁蛎属的一种。其种加词“albus”意为“白色的”。

## 分佈
主要分布于南中國海、新加坡、马来西亚、印度尼西亚、中国大陆、台湾。
常栖息在浅海、海草及岩石平台上，生活在潮间带、低潮线附近、潮下带至78米泥沙底质。